# Yizhi Jane Tao
Yizhi Jane Tao ist eine chinesische Biochemikerin und Zellbiologin, die in den USA lebt und arbeitet. Sie leitete das Forschungsteam, das als erstes die Struktur des Nukleoproteins des Influenzavirus A auf atomarer Ebene darstellte, eine Leistung, die in der Presse weithin Aufmerksamkeit erregte. 2006 zählte sie ein Konsortium führender chinesischer Medienorganisationen zu den zehn einflussreichsten Chinesen.

## Ausbildung
Yizhi Jane Tao schloss 1988 die „First Middle High School“ (chinesisch 湖南省長沙市第一中學 / 湖南省长沙市第一中学) in Changsha, Hunan in China ab. Sie studiert ab 1988 an der Universität Peking und erlangte dort 1992 ihren Bachelor of Science in Biologie. 1994 ging sie an die Purdue University in West Lafayette, USA und arbeitete in der Gruppe des deutschamerikanischen Biophysikers Michael Rossmann. Dort erlange sie 1999 ihren Doktor der Biowissenschaften mit einer Arbeit zu struktureller Virologie. Sie schloss ihre postdoktorale Ausbildung 2002 bei Stephen C. Harrison an der Harvard University in Cambridge (Massachusetts) ab.
2009 ging sie an die Rice University in Houston, USA, wo sie wichtige Beiträge bei der Erforschung von Influenza, Hepatitis und Birnaviridae leistete. Sie ist Professorin für Biochemie und Zellbiologie.